# 奥山歩
奥山 歩（おくやま あゆみ、8月1日 - ）は、日本の女性声優。フリー。主にアダルトゲームに出演。

## 出演作品

### ゲーム

#### 2025年
- 新章・邪淫のいけにえ ～触手姫の種子～（サツキ）

#### 2024年
- 蟲の王 ～全テノ雌ハ我ガ子孫ノ苗床～（アンジェリカ）

#### 2022年
- 7th Divine 〜白銀の聖女と漆黒の魔王〜（リヴァイアサン）
- 家庭教師X催眠2 〜絶対従順、高飛車姉妹をドスケベ淫乱に催眠操作〜（一ノ瀬 早季子）

#### 2021年
- 神聖昂燐ダクリュオン ～正しい天使の育てかた～ （神原 愛衣）
- 閃鋼のクラリアス（ナッシュ＝ジグムント）[2]
- シュヴァリエ・ヒストリエ（ネイ）

#### 2020年
- 巫リナ淫靡譚 -外伝- 理奈編 -触手淫縛編-（及川 理奈）

#### 2019年
- 家庭教師X催眠 ～絶対従順、ワガママJKとハイソ妻を催眠操作～（一ノ瀬 早季子）

#### 2018年
- ネムれる園の少女たち（豊春 みつき）
- ココロが繋ぐ恋標（七瀬 日向）
- 童貞へるぷ! ～初カノの為に風俗で特訓～（佐座敷 奏）
- 牝イキ生放送 ～あの娘がエロくて凸りました～（林田 麻里）
- バタフライシーカー（来栖 叶絵）
- いもうと ～蜜壺・第二章～（丸山 沙緒里）

#### 2017年
- 虜ノ旋律 ～淫らに喘ぐ処女セクステット～ The Motion（妹尾 彩実）
- 龍堂寺士門の淫謀 アニメ追加版（観嶋 かごめ）
- 脅淫ノ電鎖 ～差し出し人不明の狂喝通知～（家城 優美香）
- 巫リナ淫靡譚（及川 理奈）
- リターニアの精霊使い -迷宮を征く者-（シルヴィア）
- 性反転症の「俺」が「私」になるまで（八幡 詩歩）
- 恥情な苺（紺野 紗由実）

#### 2016年
- 巨乳大家族催眠「家族みんなでイキまくるセックスがやめられないのぉ」（成海 弥千代）
- 鬼鎮の雌贄 ～幾多の魔手と淫縛の掟～（鈴林 千夏）
- 巫リナ淫靡譚 第六章 完全敗北!? ブレインコントロール編（及川 理奈）
- 女体淫換 ～移り変わる恥辱的好奇心～（松戸 沙希）
- 巫リナ淫靡譚 第五章 連続受胎編（及川 理奈）
- 寝取られ妻は孕みごろ（鈴原 美知子）
- 巫リナ淫靡譚 第四章 液体生物&植物編（及川 理奈）
- 巫リナ淫靡譚 第三章 巨根獣姦編（及川 理奈）
- 巫リナ淫靡譚 第二章 妖蟲編（及川 理奈）
- 龍堂寺士門の淫謀（観嶋 かごめ）
- 巫リナ淫靡譚 第一章 巨大電気触手編（及川 理奈）
- Dearest Blue（事務員）
- 極煌戦姫ミストルティア（女クローン兵）
- 催眠スイッチ ～教師の卑劣な罠～（小野 真理亜）
- Re:LieF〜親愛なるあなたへ〜（アイ）
- シンソウノイズ〜受信探偵の事件簿〜 （こころのこえ）

#### 2015年
- 蜥蜴の尻尾切り（美濃町 叶）
- Love and Peace（望月 麻凛）
- 虜ノ旋律 ～淫らに喘ぐ処女セクステット～（妹尾 彩実）
- ぜったい征服☆学園結社パニャニャンダー!! ～ドピュっと遂行、色欲怪人イタズラ実習エロ作戦!～（星空 ルナ）
- 超・秘湯めぐり（アメリア・ヴォルーネ・エルターニア）
- 普通だった俺が調教されてドMになったわけ（姫路 桜花）

#### 2014年
- ペロペロサイミン 裸王伝4 ～催眠神拳伝承者の道～（桜石 雪美）
- 寄生触手男に寝取られ悶える家族（斉藤 春香）
- 天精国取りセックス合戦!!（猿野 胡桃）
- 姉妹遊壊（葉山・エミリー・ルロワ）
- セックス あ～ん♪ パンツァー（チハ）
- ヤンだ私に精液ちょうだい♪（春原 結衣）
- 便女（珠咲 香菜）
- 13人の麗しきケダモノ（朝那 玲）
- 堕姫3 ～エルフ貪り調教編～（アメリア・ヴォルーネ・エルターニア）
- 狂艶の館 -罠に捕わる、雌の嬌声-（小崎 楓）

#### 2013年
- LOあんぐる!!（光野 真琴）[3]
- 絶頂成長!魔法少女ハルカ（泗水 リノ）
- 淫習村〜淫靡な風習に堕ちる家族〜（三角 結奈）
- 異触の檻-あんな化け物に犯されるなんて絶対に嫌っ!!-（雨宮 渚）
- 最淫SecuritySeiCoM（萌桜 美渚/志岬 朱）
- ヤリまん娘〜俺の妹はビチビチビッチ〜（深山 詩帆）
- バトルフォース
- ドキドキすり〜ぴ淫Zzzセックス!〜気になるあの娘に中出し膣開発♪〜（辻野 あかり）
- いもうと ～蜜壺・完全版～（丸山 沙緒里）
- 十六夜のフォルトゥーナ（神永 このみ）
- サドぐるみの町 ～タダでJKに生ハメ出来ると思ったら射精しすぎて昏睡状態になった～（マナ）

#### 2012年
- お尻っ娘ヴィーナス（綾芽 桜）[4]
- セーエキ!ぶっかけ牧場! 〜お汁いっぱい、精霊達をHに飼イク!〜（コリン・コロン）[5]
- ぜったい猟域☆セックス・ロワイアル!! 〜無人島犯し合いバトル〜（百園 シャルロッテ）[6]
- 繁触学園 〜少女達を餌に繁触がはじまる〜（蕾 柚香）[7]
- みとどけびと第弐話 盛夏に違う二重想（花生 美羽）
- 蜜壺 〜兄さん……わたしこんなに大きくなりましたよ〜（丸山 沙緒里）
- 追奏のオーグメント（死神・オーグメント）[8]
- 隷嬢メイド千鶴（朋絵）[9]
- いもうと誘惑えっち〜ねぇ、お兄ちゃんエッチしよ〜（玖郎 紗紀）[10]
- 淫らに滅殺!桃色くノ一忍法帳♪〜陵姦将軍の淫棒!?〜（桃香）
- 魔王様の孕ませ道中記（ナターシャ・ヴェンゲロフ）
- 魔物っ娘ふぁんたじ〜（ユノ・サフィーネ）
- 脱がして犯して淫力吸しゅ〜!（楯守 水雨）

#### 2011年
- 究極魔法少女 絶対☆姉貴（安倍さん、村上 初花）
- 手毬花（紫香楽 眞美留）
- 変態勇者の中出し英雄記（セレナ=ローグレンス）
- ヤンデレ彼女のHなせまり方（麻宮 茜）[11]
- 中出し孕ませ新薬調査（朝比奈 ひかり）[12]
- お姉ちゃんエロエロ注意報 〜愛液の大洪水〜（金森 瑞香）[13]
- 孕ま世界 The movie 〜毎日が子作り曜日〜（水無月 菜月）[14]
- 発情退散!中出しお孕い除霊性活（在澤 愛里沙）[15]
- 淫欲操作 〜密室での性欲実験〜（神園寺 まあち）[16]
- お前のパンツは何色だ!?（大谷 雫）[17]
- 淫刻の虜姫 〜囚われた没落の姫姉妹、淫教の果てに〜（ミラルダ＝ハーネスト）[18]
- 学園迷宮エロはぷにんぐ!〜イクぜ!性技のダンジョン攻略〜（稲妻 来夏）[19]
- 世にも気持ちいい学園の快談〜オバケになってあの娘に仕返し!〜（月風 鏡花）[20]

#### 2010年
- Cure Mate Club（マリィ・ロンデルスタット・ハインブルーム）[21]
- アッチむいて恋（大華 未虎）
- あの娘の処女は俺のもの ―錬金術であの娘の子宮に精液注入♪―（リリカ・ヴィソンスキー）
- JINKI EXTEND Re:VISION（泉）[22]
- 桜花センゴク〜信長ちゃんの恋して野望!?〜 （吉川 元春ちゃん）
- 大好きなご主人様にHなご奉仕しちゃうメイド喫茶の淫らな雇われメイド達（赤城 眞子）
- Sugar+Spice2（南条寺 一沙、幸田、キスカ）
- カスタードクリームたい焼き（乙部 あいら）

#### 2009年
- ふわりコンプレックス（夢想 天花）
- 恋文ロマンチカ（閑鳥 みつ）
- くるくるくーる（国後 ユキ）

#### 2008年
- Sugar+Spice!〜あのこのステキな何もかも〜（南条寺 一沙、キスカ）
- 絶対女子寮域!（和泉 楓）
- Maple Colors 2（深月 汐音）
- ゆ〜パラ! 〜ただいま乳院中〜（高塚 今日子）

#### 2007年
- お嬢様の為に鐘は鳴る（天王寺 レイカ）[23]
- Pure×Cure Re:covery（冠城 遥南）
- みみ×みみ!〜発情注意報〜（北見 紺）
- 飛ぶ山羊はさかさまの木の夢をみるか（エイル）
- めいくるッ!（リリナ＝アルバートローラ）
- 8665^2 ハルルコのジジョウ（日月 寧々子）
- Sugar+Spice!（南条寺 一沙、ソフィア・由花莉・三島）

#### 2006年
- とらぶるっ!（椛 小鳥）
- 萌えろダウンヒルナイト2（野乃海 光里/未来）
- あまなつ（ソフィア・由花莉・三島）
- 陽だまりのはな（千本桜 彩音）
- はぴくり（五条 さゆり）

#### 2005年
- Pure×Cure（冠城 遥南）
- えろぼーん（マリアリア・サクラダ）
- 凌辱連鎖（藍沢 小百合）[24]

#### 2004年
- とびうおじゃ〜んぷっ!（なっちゃん）

### ラジオ

#### パーソナリティ
- あやラジ![25]

#### ゲスト出演
- RiA学園放送局
- なますて(当確)

### OVA
- クリムゾンガールズ　痴漢支配　第一章・HONEY屈服（主演・黒羽みつ役）
- STARLESS I 背徳の館（主演・野々原誠役）